# (34366) Rosavestal
(34366) Rosavestal (2000 RP36) – planetoida z pasa głównego asteroid okrążająca Słońce w ciągu 4,44 lat w średniej odległości 2,7 j.a. Odkryta 4 września 2000 roku.